# الشقراء (فلم)
الشقراء (بالإنجليزية: Blonde) هو فيلم سيرة ذاتية أمريكي قادم من إخراج أندرو دومينيك.الفيلم يحكي قصة حياة مارلين مونرو التي تقوم بدورها آنا دي أرماس ويشارك في الفيلم أدريان برودي، بوبي كانفال، جوليان نيكلسون، ديدي غاردنر، جيريمي كلاينر وبراد بيت. تم عرض الفيلم على نتفليكس في 8 سبتمبر 2022.

## روابط خارجية
- مقالات تستعمل روابط فنية بلا صلة مع ويكي بيانات

لا توجد روابط لمواقع التواصل الاجتماعي.